# Svet kompjutera
Svet kompjutera srbijanski je računalni časopis u izdanju nakladničke kuće Politika a.d. Prvi broj tiskan je u listopadu 1984. kao posebno izdanje „Politikinog“ časopisa „Svet“. Prvi urednik bio je Milan Mišić.

## Vanjske poveznice
- Službene stranice časopisa